# Myripristis trachyacron
Myripristis trachyacron là một loài cá biển thuộc chi Myripristis trong họ Cá sơn đá. Loài này được mô tả lần đầu tiên vào năm 1863.

## Từ nguyên
Từ định danh trachyacron được ghép bởi hai âm tiết trong tiếng Hy Lạp cổ đại: trākhús (τραχύς; "thô ráp, xù xì") và ákron (ἄκρον; "đỉnh, chóp"), hàm ý đề cập đến sọ của loài cá này có độ gồ ghề.

## Phân bố và môi trường sống
M. trachyacron có phân bố ở khu vực Tam giác San Hô và mở rộng đến Nouvelle-Calédonie. Chúng sống trên các rạn san hô ở độ sâu đến ít nhất là 50 m.

## Mô tả
Chiều dài cơ thể lớn nhất được ghi nhận ở M. trachyacron là 20 cm. Cá có màu cam sẫm, chóp gai vây lưng có màu trắng và chóp thùy đuôi có vệt đen.
Số gai ở vây lưng: 11; Số tia ở vây lưng: 14–15; Số gai ở vây hậu môn: 4; Số tia ở vây hậu môn: 11–13; Số vảy đường bên: 31–33.

## Sinh thái
M. trachyacron thường hợp thành nhóm nhỏ, trú ẩn dưới gờ đá và trong hang hốc. Chúng ăn động vật phù du.

## Thương mại
M. trachyacron có thể được đánh bắt trong nghề cá thủ công.